# جورج بيزولت
جورج بيزولت (8 مايو 1810، سالزبورغ - 28 أكتوبر 1878، سالزبورغ) كان رسامًا ومهندسًا معماريًا وناقدًا فنيًا نمساويًا، وأصبح أول مسؤول عن ترميم المعالم الأثرية في سالزبورغ
خدم في فترة تدريب مع الرسام الذي لا يزال قائماً، يوهان ماتياس ورزر. في سن السابعة عشرة، رافقه في رحلة إلى إيطاليا، في رحلة استكشافية أثرية كان يوهان ماتياس يعمل فيها كفنان تخطيط. عاد إلى سالزبورغ في عام 1837، حيث ركز في البداية على الرسم، لكنه أصدر فيما بعد كتابًا من 144 مطبوعة حجرية.
بعد عام 1850، بدأ يقضي المزيد من الوقت في تكريس نفسه لمهام أخرى. من خلال التقدير الكبير لأعماله التي عبر عنها رئيس الأساقفة شوارزنبرج، وعمله اللاحق كوصي، أصبح له تأثير كبير على الفن الكنسي في المنطقة. كان أيضًا مساهمًا مهمًا في تطوير متحف سالزبورغ وعضوًا محترمًا في Salzburger Kunstverein (جمعية الفنانين). بالإضافة إلى ذلك، أخذ بعض الطلاب. ولا سيما جوزيف مايبورغر الذي كان يصغره بأربع سنوات فقط.
في البداية، فضل التصوير المبني على الفن الروماني القديم، لكنه أصبح أكثر انجذابًا تدريجيًا إلى أعمال الحركة الناصرية، مما خلق صراعًا فكريًا مع مساعيه العلمية. على الرغم من الثناء عليه بشكل عام، إلا أنه تعرض لبعض الانتقادات لاعتماده كثيرًا على خياله، بدلاً من البحث.

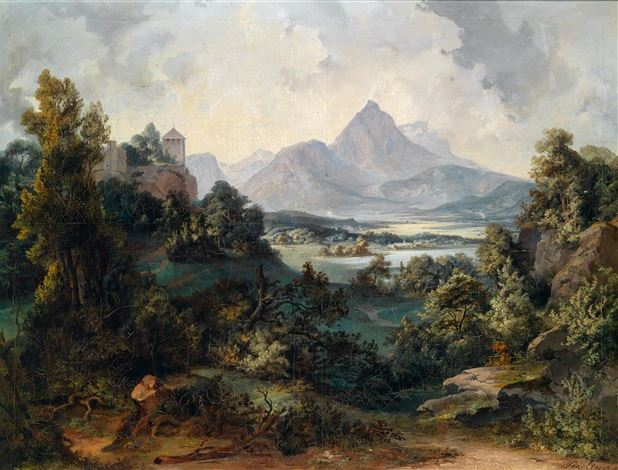
Pezolt-Stauffen

ربما كان من أبرز أعمال الترميم التي قام بها برج الكنيسة الفرنسيسكانية، الذي تم بناؤه عام 1498. وكان عمله المعماري الأصلي الوحيد هو «كنيسة بوروماوس»، على الطراز البيزنطي الجديد، في ميدان ميرابيل في منطقة نيوشتات. تم هدمه في عام 1972.